# TMF NL
TMF NL est une chaîne de télévision numérique de MTV Networks Benelux. La station a été présentée avec trois autres chaînes numériques de MTV Networks , à savoir TMF Pure, TMF Party et Nick Jr., et a commencé le 1er mai 2005.
TMF NL a diffusé la musique non-stop à partir du sol néerlandais. L'émetteur est le 31 décembre, 2011, ainsi que les autres activités de TMF Pays-Bas ont aboli.